# 2. Liga
Liga a Doua (Germană: 2. Liga) este a doua divizie profesionistă de fotbal din Austria. Aceasta este compusă din 16 echipe și funcționează după aceleași principii ca și Bundesliga. Campioana ligii este promovată în primul eșalon competițional, iar ultimele trei clasate retrogradează în Regionalliga.
În prezent competiția poartă numele de "HPYBET 2.liga din motive de sponsorizare.
Între anii 2002 și 2018, competiția a purtat denumirea Erste Liga (Prima Ligă).

## Schimbări de nume
- Liga Națională 1974/75
- Divizia a 2-a 1975/76
- Divizia a 2-a a Bundesligii 1993/94
- Prima Divizie 1998/99
- Red Zac - Prima Ligă 2002/03
- Liga I ADEG 2008/09
- Liga I „Azi pentru Mâine” 2010/11
- Prima Ligă Sky Go 2014/15
- Liga a 2-a HPYBet 2018/19
- Liga a II-a ADMIRAL 2021/22

## Câștigătoare
| - 1974-75: Grazer AK - 1975-76: First Vienna FC - 1976-77: Wiener Sport-Club - 1977-78: SV Austria Salzburg - 1978-79: Linzer ASK - 1979-80: SC Eisenstadt - 1980-81: FC Wacker Innsbruck - 1981-82: Austria Klagenfurt - 1982-83: SV Sankt Veit - 1983-84: SV Spittal/Drau - 1984-85: Salzburger AK 1914 - 1985-86: Wiener Sport-Club - 1986-87: SV Austria Salzburg - 1987-88: Kremser SC - 1988-89: Kremser SC - 1989-90: SV Spittal/Drau - 1990-91: VfB Mödling | - 1991-92: Linzer ASK - 1992-93: Grazer AK - 1993-94: Linzer ASK - 1994-95: Grazer AK - 1995-96: FC Linz - 1996-97: SC Austria Lustenau - 1997-98: SK Vorwärts Steyr - 1998-99: Schwarz-Weiß Bregenz - 1999-00: VfB Admira Wacker Mödling - 2000-01: FC Kärnten - 2001-02: ASKÖ Pasching - 2002-03: SV Mattersburg - 2003-04: FC Wacker Tirol - 2004–05: SV Ried - 2005–06: SC Rheindorf Altach - 2006–07: LASK Linz - 2007–08: Kapfenberger SV | - 2008–09: SC Wiener Neustadt - 2009–10: FC Wacker Innsbruck - 2010–11: FC Admira Wacker Mödling - 2011–12: Wolfsberger AC - 2012–13: SV Grödig - 2013–14: SC Rheindorf Altach - 2014–15: SV Mattersburg - 2015–16: SKN St. Pölten - 2016–17: LASK Linz - 2017–18: FC Wacker Innsbruck - 2018-19: WSG Wattens - 2019–20: SV Ried - 2020–21: FC Blau-Weiß Linz - 2021–22: SC Austria Lustenau - 2022–23: FC Blau-Weiß Linz - 2023–24: Grazer AK - 2024–25: SV Ried |

## Performanță după club
| Club                            | Titluri | Sezoanele câștigătoare                      |
| ------------------------------- | ------- | ------------------------------------------- |
| LASK Linz                       | 5       | 1978–79, 1991–92, 1993–94, 2006–07, 2016–17 |
| Grazer AK                       | 4       | 1974–75, 1992–93, 1994–95, 2023–24          |
| FC Wacker Innsbruck (2002)      | 3       | 2003–04, 2009–10, 2017–18                   |
| SV Ried                         | 3       | 2004–05, 2019–20, 2024–25                   |
| Wiener Sport-Club               | 2       | 1976–77, 1985–86                            |
| Austria Salzburg                | 2       | 1977–78, 1986–87                            |
| Kremser SC                      | 2       | 1987–88, 1988–89                            |
| SV Spittal/Drau                 | 2       | 1983–84, 1989–90                            |
| Austria Klagenfurt / FC Kärnten | 2       | 1981–82, 2000–01                            |
| FC Admira Wacker Mödling        | 2       | 1999–00, 2010–11                            |
| SC Rheindorf Altach             | 2       | 2005–06, 2013–14                            |
| SV Mattersburg                  | 2       | 2002–03, 2014–15                            |
| FC Blau-Weiß Linz               | 2       | 2020–21, 2022–23,                           |
| First Vienna                    | 1       | 1975–76                                     |
| SC Eisenstadt                   | 1       | 1979–80                                     |
| FC Wacker Innsbruck             | 1       | 1980–81                                     |
| SV Sankt Veit                   | 1       | 1982–83                                     |
| Salzburger AK 1914              | 1       | 1984–85                                     |
| VfB Mödling                     | 1       | 1990–91                                     |
| FC Linz                         | 1       | 1995–96                                     |
| SC Austria Lustenau             | 1       | 1996–97                                     |
| SK Vorwärts Steyr               | 1       | 1997–98                                     |
| Schwarz-Weiß Bregenz            | 1       | 1998–99                                     |
| ASKÖ Pasching                   | 1       | 2001–02                                     |
| Kapfenberger SV                 | 1       | 2007–08                                     |
| SC Wiener Neustadt              | 1       | 2008–09                                     |
| WAC                             | 1       | 2011–12                                     |
| Grödig                          | 1       | 2012–13                                     |
| SKN St. Pölten                  | 1       | 2015–16                                     |
| WSG Wattens                     | 1       | 2018–19                                     |